# Кнут (журнал)
«Кнут» — правомонархический (черносотенный) сатирический иллюстрированный журнал, выпускавшийся в 1906—1908 годах в Москве. Журнал издавался правым публицистом Владимиром Оловениковым (который также был основателем, издателем и редактором газеты «Вече»), а после его кончины в 1908 году — «наследниками Оловеникова». «Кнут» предваряется подзаголовком «Политический сногсшибательный, юмористический еженедельник и весьма дельный художественно-литературный, вообще недурный (sic) журнал».

## История
Всего было выпущено 18 номеров: № 1 в 1906 году, № 1—12 в 1907 году, № 1—5 в 1908 году. Высота издания составляет 33 см, объём — восемь страниц. Первым редактором журнала была А. В. Оловеникова (до № 11 от 1907 года), последующими — Ф. А. Слепов (до 1908 года) и Н. И. Добровольский (с 1908 года).
Общественная направленность «Кнута» была определена в редакторской статье дебютного выпуска журнала: «Руководимые единственными желаниями бичевать и хлестать все пошлое и противное русскому духу и жизни, — мы не будем считаться ни с рангом, ни с имущественным и общественным положением или со связями бичуемого». По-видимому, журнал издавался по инициативе супругов Оловениковых — в той же статье указывалось, что «Кнут» появился на свет благодаря стараниям редакции, состоящей из двух человек. Основу содержания журнала составляют карикатуры, фельетоны, стихи и басни.
Главными мишенями сатирических выпадов издания были либерально настроенные министры (в особенности граф Сергей Витте) и представители духовенства, активисты революционных организаций, либеральные деятели (не исключая октябристов), а также евреи. Так, в № 1 за 1907 год появился особый отдел — галерея карикатурных портретов с обозначением «Русские прохвосты», и первым портретом, появившимся в этом отделе, стало изображение одного из лидеров меньшевистского течения в российской социал-демократии — Георгия Плеханова.
Писатель и литературный критик Владимир Боцяновский писал о временах появления «махрово-черносотенных» журналов «Скворец», «Бич», «Жгут», «Кнут» (и других): «Из каждой строчки этих аляповатых, грубых изданий московского рынка нёсся один крик: „бей жидов“, „бей революционеров“».
Создатели «Кнута» отчётливо поддерживали политический курс председателя Совета министров Петра Столыпина, который удостаивался на страницах издания лишь добродушных шаржей. Под одним из подобных изображений было напечатано стихотворение панегирической направленности:

В трудах немалых,

Забыв досуг —

Гроза неправых,

Порядка друг <…>

Он враг застоя

Но не спешит…

Он ездит стоя

И сидя спит.